# Parque Histórico Nacional das Missões de San Antonio
O Parque Histórico Nacional das Missões de San Antonio é um parque nacional e Patrimônio Mundial da UNESCO em San Antonio, Texas, Estados Unidos. Estas missões são igrejas fundadas por religiosos cristãos a fim de difundir o Cristianismo entre os nativos.

## História
O parque foi estabelecido originalmente em 1975, englobando 84 locais históricos ao longo da costa do Rio San Antonio, na porção sul da cidade de San Antonio. O parque foi autorizado em 10 de novembro de 1978 e estabelecido em 1 de abril de 1983, contendo muitos locais de importância cultural e algumas áreas naturais. Partes das missões pertencem à Arquidiocese de San Antonio e ainda são unidades ativas.

## Locais
O Parque inclui:
- Missão Concepción (Misión Nuestra Señora de la Purísima Concepción de Acuña)
- Missão Espada (Misión San Francisco de la Espada)
- Missão São José (Misión San José y San Miguel de Aguayo)
- Missão São João Capistrano (Misión San Juan Capistrano)
- Aqueduto Espada
- Rancho de Las Cabras
- Casa Ethel Wilson Harris

## Galeria

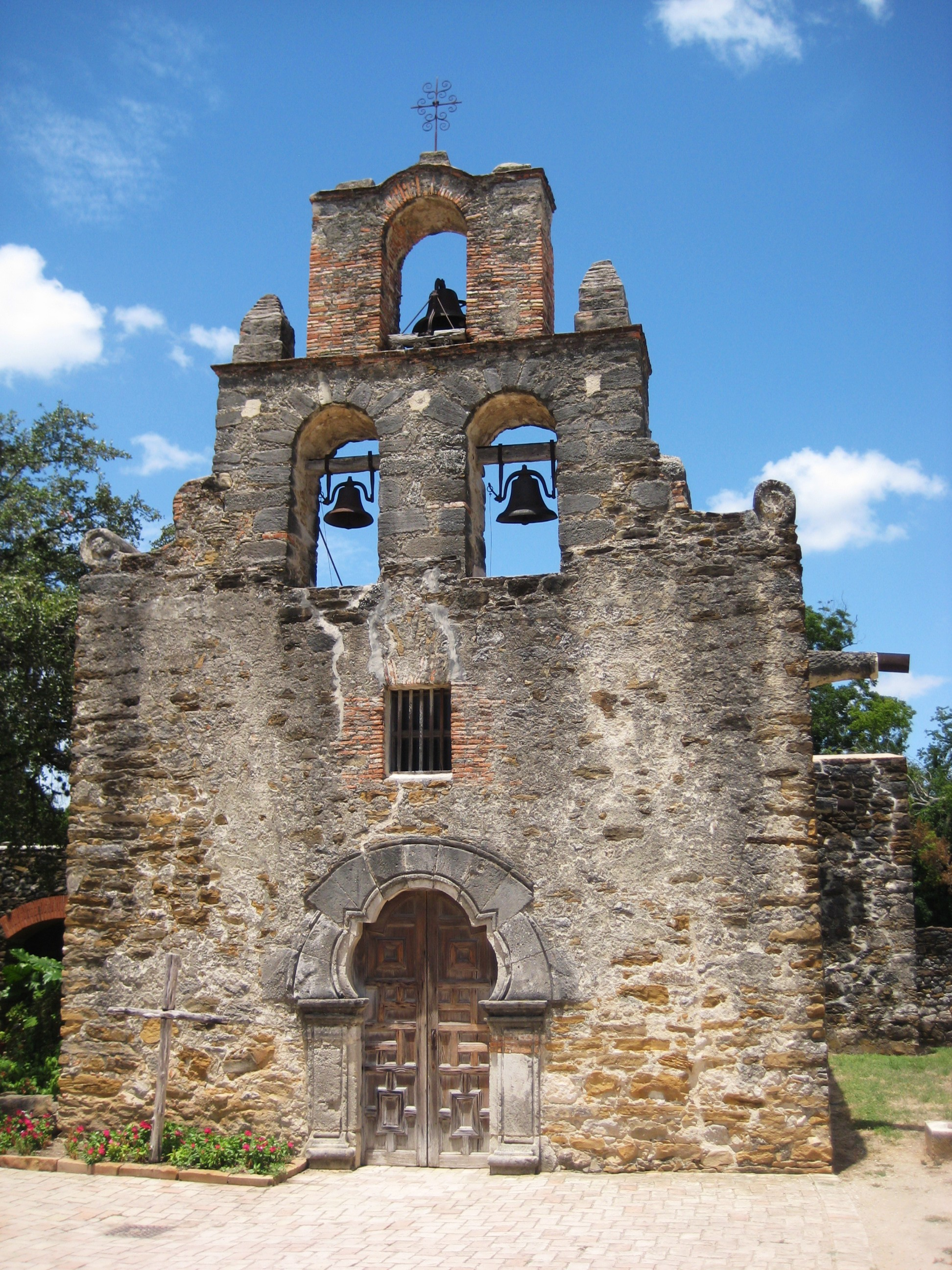
Mission Espada
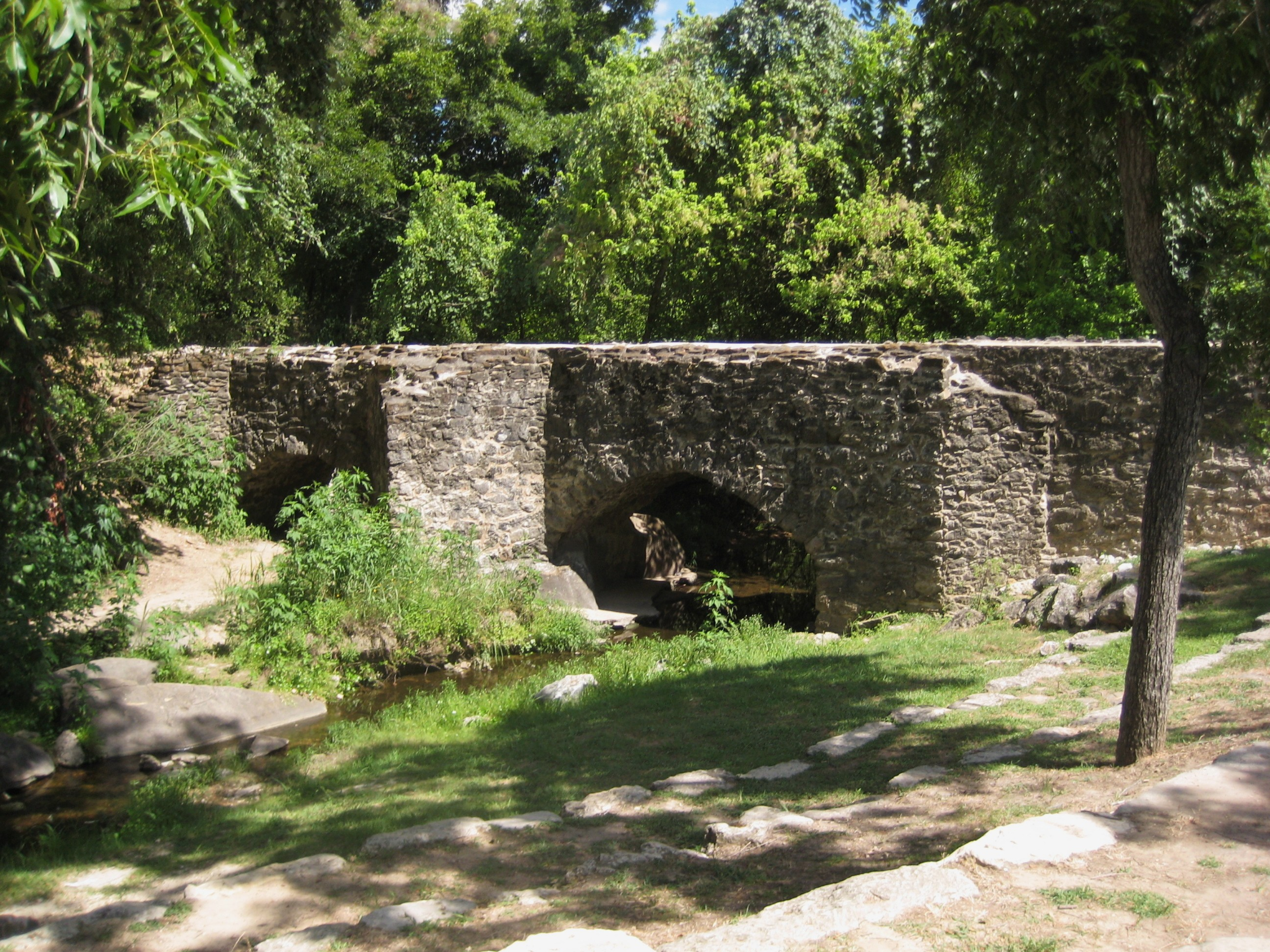
Espada Acequia

## UNESCO
A UNESCO inscreveu o Aqueduto do Padre Tembleque como Patrimônio Mundial por "incluir estruturas de arquitetura e arqueológicas, fazendas, residências, igrejas e celeiros, bem como um sistema de distribuição de água. O complexo ilustra os esforços da Coroa espanhola em colonizar, evangelizar e defender a fronteira norte da Nova Espanha. É um exemplo de interação entre as culturas Espanhola e Coahuiltecan, ilustrada por uma variedade de itens, incluindo elementos decorativos das igrejas, que se combinam com símbolos católicos e desenhos indígenas inspirados pela natureza."